# استیسی-آن ویلیامز
استیسی-آن ویلیامز (انگلیسی: Stacey-Ann Williams؛ زادهٔ ۸ مارس ۱۹۹۹) دونده زن اهل جامائیکا است.